# Alvin Batiste
Alvin Batiste (7. listopadu 1932 New Orleans – 6. května 2007 tamtéž) byl americký jazzový klarinetista. V roce 1958 koncertoval s Rayem Charlesem. Později spolupracoval s dalšími hudebníky, mezi které patří Billy Cobham, Wynton Marsalis, Cannonball Adderley, Mark Whitfield a vydal několik alb jako leader. Zemřel několik hodin před plánovaným koncertem s Branfordem Marsalisem a Harrym Connickem.